# Ейдриан Барбо
Ейдриан Джо Барбо (на английски: Adrienne Jo Barbeau; родена на 11 юни 1945 г.) е американска актриса.
Става известна през 1970-те години с ролята си на Ризо в музикалната постановка „Брилянтин“ на Бродуей, както и с ролята си на Каръл Трейнър, разведената дъщеря на Мод Финдли, в ситкома „Мод“. През 1990-те години придобива популярност като гласа на жената-котка в „Батман: Анимационният сериал“.